# Стародомна
Стародомна (также упоминается как ручей Страдаловка, Страдаловка, Срадомка, Страдомна, Страдомни) — река в Боровском районе Калужской области России. Левый приток Протвы. Гидроним известен как минимум с 1782 года.
В конце 18 века в Генеральном плане Боровского уезда было помещено описание реки. Глубина у деревни Лапшинка оценивалась как два аршина (1,42 м), ширина — сажень (2,13 м), рыба в реке не водилась.
Берёт начало у деревни Кочетовка и течёт в западном направлении. Протекает через деревню Маланьино, город Балабаново и деревню Лапшинка.
По данным государственного водного реестра России относится к Окскому бассейновому округу, водохозяйственный участок реки — Протва от истока до устья, речной подбассейн реки — бассейны притоков Оки до впадения Мокши. Речной бассейн реки — Ока.
Код объекта в государственном водном реестре — 09010100612299000000010.